# Jurifiction (Thursday Next)
Pour les articles homonymes, voir Jurifiction.
« La Jurifiction est le nom donné à l'organisation qui exerce la police à l'intérieur des livres » dans les romans uchroniques de Jasper Fforde contant les aventures de Thursday Next, « détective littéraire ».
C'est une composante de l'organisation du  « Monde des Livres » qui en comporte d'autres, comme toute société. La « Grande Bibliothèque » peut être considérée comme le centre névralgique d'une langue de narration. Tous les livres publiés et chacune de leurs éditions y sont stockées. Elle abrite le Conseil des Genres, l'organe législatif, ainsi que le puits des histoires perdues, lieu où se retrouvent les livres en devenir et ceux jamais publiés.
Pour sa part, la Jurifiction est accueillie dans un roman de Jane Austen, Raison et sentiments. Son siège se trouve dans une salle de bal (inusité dans la narration) de la demeure des personnages principaux de cette œuvre, Norland.

## Rôle de la Jurifiction
Le but de cette organisation est de préserver la narration originelle d'une œuvre voulue par son auteur. Pour ce faire les agents de la Jurifiction ont la possibilité de « sauter » dans tous les livres « ouverts » (certains livres étant très difficiles d'accès, ils restent inexplorés et dangereux, comme les romans de Sherlock Holmes par exemple). Contrairement aux personnages ne faisant pas partie de la Jurifiction qui sont considérés comme « Saute-Pages », des hors-la-loi, s'ils passent dans un livre où ils ne sont pas cités.
Il peut arriver ainsi que certains personnages d'un roman cherchent, pour de bonnes ou de mauvaises raisons, à modifier le cours normal de l'histoire. Voire aussi à modifier le style donné par l'auteur : utiliser des termes grivois dans des dialogues qui n'en auraient pas, par exemple.
Dans de tels cas, un agent de la Jurifiction, « se rend sur place » pour cerner le problème. S'il s'agit d'actes malveillants, il a tous les moyens mis à sa disposition pour y mettre un terme. Sinon, il cherche en général à comprendre l'origine du problème et doit pouvoir le résoudre par le dialogue et le consensus avec les protagonistes. 
Ce n'est donc pas une fonction faite seulement d'action. La diplomatie et la compréhension du sens de l'œuvre sont des qualités essentielles pour tout bon agent.

## Organisation et fonctionnement
La majorité du personnel de la jurifiction est composée de personnages appartenant au monde fictif, comme Miss Havisham, personnage secondaire du roman de Dickens, Les Grandes Espérances, ou Mrs. Tiggy-Winkle personnage-hérisson d'une histoire pour enfants de Beatrix Potter. Rares sont les membres venant de « l'Extérieur » au Monde des livres.
Pour devenir agent de la Jurifiction à part entière, il faut d'abord se porter volontaire. Après une formation théorique, sanctionnée par un examen, l'aspirant devient l'apprenti d'un agent de la Jurifiction. Ce dernier valide (ou non) la formation pratique de son apprenti qui obtient (ou non) son statut d'agent titulaire.
Tous les agents « titulaires » possèdent un Guide de Voyage, élément essentiel et utile dans toutes les situations. C'est un livre personnel, sur la couverture duquel sont gravés le mot Jurifiction et le nom de son propriétaire. Celui-ci est le seul à pouvoir l'ouvrir. Il contient un lien direct vers la Grande Bibliothèque ainsi que d'autres, vers des œuvres populaires (ou non) de fiction. Il contient aussi d'autres « outils technologiques » offrant aux agents des possibilités « sortant des lois physiques » traditionnelles. Le chapeau  Eject-O  évacue celui qui le porte du livre où il se trouve à la manière d'un siège éjectable, le Marqueur de Texte, sorte de balise de détresse, permet de se signaler aux autres agents depuis l'intérieur d'un livre, les cribles textuels, etc.
Certains agents sont également habilités à accéder à un ouvrage spécial, non publié et protégé par mot de passe, qui est utilisé comme bestiaire ou zoo fictionnel. Cet endroit est une sorte de réserve naturelle qui abrite, mais aussi enferme, des créatures du Monde des Livres. Il est aussi destiné à la recherche sur ces créatures.

### L'Homme à la cloche
C'est le président de la Jurifiction. Il est élu par les membres de l'organisation. Le protocole veut qu'il commence ses interventions en faisant sonner une clochette. Cependant, son accessoire essentiel reste un clipboard où sont notés les ordres du jour de chaque réunion de la Jurifiction.
Le titre de cette fonction est une référence au personnage créé par Lewis Carroll dans La Chasse au Snark.

### JurisTech
JurisTech, est la branche technologique de la Jurifiction. C'est elle qui crée les « outils technologiques » nécessaires à la gestion du Monde des Livres. Le crible textuel par exemple, filtre un texte pour en isoler un élément particulier. Un peu comme le ferait la police avec un barrage filtrant sur une route.